# Gerardo Vallejo
Gerardo Vallejo (Medellín, 3 dicembre 1976) è un ex calciatore colombiano, di ruolo difensore.

## Carriera

### Club
Dopo gli inizi nell'Envigado, si trasferisce al Deportivo Cali dove rimane fino al 2005, anno nel quale passa al Deportes Tolima. Nel 2013 milita nelle file dell'Itagüí.

### Nazionale
Ha partecipato alla Coppa America 2007, alla Gold Cup 2003 e alla Confederations Cup 2003.